# Gabès Cinéma Fen
Le Gabès Cinéma Fen (arabe : قابس سينما فن) est un festival de cinéma annuel qui se tient à Gabès dans le sud de la Tunisie. Il fait se côtoyer cinéma, art vidéo et réalité virtuelle pendant neuf jours.
Il succède au Festival international du film arabe de Gabès, devenu le Gabès Film Festival en 2018, qui est affecté par des dissensions conduisant à une scission.
En 2019, le festival est fondé sous l'impulsion d'une nouvelle association et d'une nouvelle direction (Fatma Chérif, Sami Tlili, Malek Gnaoui, Zied Meddeb Hamrouni et Amel Ben Attya), avec des projections en plein air ; Ilham Shaheen en est l'invitée d'honneur, avec un jury présidée par Hala Lotfy. Des expositions d'art contemporain (peinture, performances, vidéos et interventions urbaines) sont également présentées au public et un hackathon est organisé en réalité virtuelle.
L'édition 2020 a lieu en ligne en raison de la pandémie de coronavirus. L'édition 2021, prévue en mars, est reportée à juin pour tenter de l'organiser en présence du public.